# Риос, Хайро
Хайро Риос Рендон (исп. Jairo Ríos Rendón; 26 октября, 1949, департамент Антьокия, Колумбия) — колумбийский футбольный тренер.

## Биография
Получил образования по профессии бизнес-администрирование. На серьезном уровне тренерской деятельностью занялся после 40 лет. На родине возглавлял клуб «Индепендьенте Медельин». Возобновил тренерскую карьеру в 2004 году в Гондурасе, где он возглавлял ряд местных команд элитной Лиги Насьональ. С декабря 2008 по конец июня 2010 гг. являлся наставником сборной Гаити.

## Личная жизнь
Помимо тренерской работы, Хайро Риос работал футбольным радиокомментатором. У него есть три брата, один из которых Хуан Гильермо Риос является журналистом.